# حکمت خسروانی
حکمت خسروانی فلسفه و عرفان ایران باستان است که به اندیشمندان آن فرزانگان خسروانی یا خسروانیون گفته می‌شود. نامداران اندیشه ایران باستان و میراث داران آنها در دوره اسلامی به این فلسفه آوازه داشتند. حکمت خسروانی بعدها در فلسفه اشراق به دست سهروردی در پیوند با فلسفه اسلامی شناخته و نمایان شد.
از تأثیر گرفتگان حکمت خسروانی می‌توان به جاماسب، فرشوشتر، فلوطین، بایزید بسطامی، ابوالحسن خرقانی، منصور حلاج، ابوسعید ابوالخیر و شهاب‌الدین سهروردی اشاره کرد.

## فلسفه و عرفان ایران باستان
واژه خسروان به معنی شاهانه و ملکان است. خسروانیون به گفتهٔ فیلسوف ایرانی «شهاب‌الدین یحیی سهروردی»، عارفانی بودند که حقایق را پس از ادراک از راه کشف و شهود، به زبان راز و در پوشش «نور و ظلمت»، بیان کرده‌اند. شهاب‌الدین سهروردی، معرفت یا آگاهی این حکیمان را با عنوان‌های حکمت اشراق یا خمیرهٔ خسروانی و خود آنان را، «حکیم متأله»، بازمی‌شناساند؛ یعنی فلاسفه‌ای که با میزان عقل و شهود قلبی (عشق) به حقیقت می‌رسند. سهروردی، این‌گونه حکیمان (حکیم متأله) را در کتاب «المشارع و المطارحات»، این‌گونه می‌شناساند: «موقعی می‌توان او را حکیم متأله نامید که کالبد برای او، در حکم پیراهن باشد. هرگاه بخواهد، بدر آورد، رها کند و هر گاه بخواهد، به تن کند.»
به باور شهاب‌الدین سهروردی، این تصوفی را که بایزید بسطامی، ابوالحسن خرقانی، منصور حلاج، ابوسعید ابوالخیر و ابوالعباس قصاب آملی، پیام‌آور آن بودند، میراث کهن یا یادمان کهن، حکمای خسروانی بوده است. این «خمیرهٔ خسروانی»، به گفتهٔ شهاب‌الدین سهروردی، از راه پیشوایان یاد شده به وی منتقل شده است.
شهاب‌الدین سهروردی، زنجیره را تا «سرچشمه»، فراکشیده و دو تن از پیروان زرتشت، یعنی جاماسب و فرشادشور (فرشوشتر) را زیر همین عنوان، قرار داده است.
با توجه به این‌که جاماسب و فرشوشتر از نخستین کسانی بودند که به زرتشت گرویده بودند، بازگو نکردن نام «زرتشت» از سوی سهروردی را، می‌توان به دلایل جو حاکم بر اجتماع آن روز دانست یا این‌که با کشاندن زنجیرهٔ «خمیرهٔ خسروانی» به جاماسب و فرشوشتر و رابطهٔ آنان با زرتشت، شهاب‌الدین سهروردی نیازی به آوردن نام زرتشت به عنوان مظهر و سرچشمه دار حکمت خسروانی، نمی‌دانسته است. دکتر عبدالحسین زرین‌کوب، به درستی با توجه به پیوندی که سهروردی میان حکمت خسروانی و تصوف برقرار کرده است، زرتشت را «صوفی باستانی ایران»، شناخته است.
اما باید پذیرفت که در میان میراث داران حکمای خسروانی به گفتهٔ سهروردی، حافظ نیز باید در جای شایستهٔ خود قرار داده شود. با وجودی که این «شیخ» را، «خان‌گاه» و زاویه‌ای نبوده، باید او را از حکمای خسروانی یا خسروانیون دانست. حافظ نیز عارفی بوده که حقایق را پس از ادراک از راه کشف و شهود، به زبان راز و در پوشش «نور و ظلمت»، بیان کرده است.
شیخ شهاب‌الدین سهروردی، نخستین کس بود که در دوران اسلامی، به سرچشمهٔ ایرانی عرفان اسلامی اشاره می‌کند. او، اذعان دارد که از راه آن چهار پیشوا، یعنی بایزید بسطامی، ابوالحسن خرقانی، منصور حلاج و ابوالعباس قصاب آملی «خمیرهٔ خسروانی»، به وی منتقل شده است. اما اشاره روشنی از آن سه تن به سرچشمهٔ ایرانی عرفان، در دست نیست و هرگاه شیخ شهاب‌الدین، این‌چنین به روشنی اشاره نمی‌کرد، ره‌یابی به سرچشمه، شاید مشکل می‌نمود. گرچه در نهایت برای پژوهندگان، قابل آشکاری بود.
سهروردی بر خلاف نظر ارسطو خاستگاه حکمت را کاملاً ایرانی می‌داند و نه یونانی؛ که به نظر ارسطو دیگر اقوامی که از حکمت مورد نظر او برخوردار نبودند، «بربر و وحشی» محسوب شده‌اند. سهروردی این حکمت را حکمت اشراق، خسروانی یا حکمت عتیق یا خمیره ازلی خوانده، و حکمت به معنای اصیل را مخصوص اقوام شرقی در شرق متافیزیکی و ایران دانست که نمایندگان آن بزرگان و خسروان ایرانی بوده‌اند. او کنفسیوس را نیز از خسروان چین می‌داند.
حکمت خسروانی قائل به اسارت نور در محبس و زندان تن و تکاپوی آن برای آزادی و بازگشت است.

## بنیان‌ها
حکمت خسروانی بنیان‌هایی دارد. 
اول این بنیان‌ها این است که خداوند یگانه است که فزاینده است و ایستا نیست و رهرو راه خردمندی سروش خدایی را خواهد رسید. 
دوم خردورزی است. بنیان حکمت خسروانی راستی بی‌پایان است و نیکی با هستی همسان است. 
سوم هنجار و داد و قوانین پیشرفت در هستی است، حکمت خسروانی ایستایی را می‌نکوهد و نوگرایی را می‌پسندد. 
چهارمین بنیان نفی کردن نیرو است و حکیم با هستی کنش‌گر است. 
بنیان پنجم «فَر» است و فَر از کلیدی‌ترین معروفات حکمت خسروانی‌ست؛ یعنی آدمی می‌رسد به جایی که هستی او را یاری می‌کند تا در هستی بیفزاید و افزوده شود؛ و فَر را چندین اصل است. اول آن‌که به ارث نیست، دو آن‌که همیشگی نیست و سومی این که فَر از کل هستی جدا نیست. 
بنیان ششم حکمت خسروانی وحدت آفرینش است. 
بنیان هفتم گشوده راهی است، یعنی این که فزایندگی هستی را پایان نیست. 
بنیان هشتم بهره‌جویی است از هستی. 
و بنیان نهم نو شدن است. 
بنیان دهم نوروز است، به این معنا که آدمی و هستی باید نو شوند. 
بنیان یازدهم چنین است که پوچی ناپایدار است و چون ناپایداریش پدیدار شد، گمراهان و بداندیشان از زشتی کردار خود بازخواهند گشت. 
در سرانجام بنیان دوازدهم و آخرین حکمت خسروانی، رهانندگی از ایستایی است.